# Anders Edqvist
Per Anders Edqvist, född 25 juni 1960 i Sköns församling i Västernorrlands län, är en svensk militär.

## Biografi
Edqvist utnämndes till arméingenjör med fänriks tjänsteklass i Tygtekniska kåren 1981, varefter han befordrades till löjtnant 1982,[källa behövs] till kapten 1983 och till överstelöjtnant 1994. Han tjänstgjorde vid Jämtlands flygflottilj 1994–1996, utnämndes till överstelöjtnant med särskild tjänsteställning vid Jämtlands flygflottilj 1996 och tjänstgjorde senare vid Försvarets materielverk. År 1999 befordrades han till överste, varefter han var chef för Försvarsmaktens flygverkstäder 1999–2001, chef för Arméns tekniska skola 2001–2004, försvarsattaché vid ambassaden i Pretoria 2004–2007 och militärsakkunnig vid Enheten för det militära försvaret i Försvarsdepartementet från 2007 till 2009 eller 2010. Han var Program Director vid NSHP i Aix-en-Provence från den 1 juli 2013, ställföreträdande chef för Prio i Ledningsstaben i Högkvarteret från den 1 januari 2014 till den 7 maj 2015 och därefter tillförordnad chef för Prio från den 8 maj 2015. Edqvist var ställföreträdande projektledare vid CIO i Ledningsstaben i Högkvarteret från den 1 februari 2018, chef för Säk/Sua vid RPE i Produktionsstaben i Högkvarteret från den 1 augusti 2019 till den 31 oktober 2020 och projektledare för flygvapnets helikopterutveckling vid Flygstaben från den 1 november 2020.